# Ronvaux
Ronvaux település Franciaországban, Meuse megyében. Lakosainak száma 105 fő (2022. január 1.). Ronvaux Watronville, Haudiomont és Manheulles községekkel határos.

## Népesség
A település népessége az elmúlt években az alábbi módon változott:
| Lakosok száma | 61   | 69   | 75   | 86   | 95   | 90   | 88   | 89   | 95   | 105  |
|               | 1968 | 1982 | 1990 | 2006 | 2013 | 2015 | 2017 | 2019 | 2020 | 2022 |